# Chersadaula
Chersadaula is een geslacht van vlinders uit de familie van de sikkelmotten (Oecophoridae). De wetenschappelijke naam van dit geslacht is voor het eerst geldig gepubliceerd in 1923 door Edward Meyrick.
Meyrick richtte dit geslacht op voor de nieuwe soort Chersadaula ochrogastra, gevonden in Wellington (Nieuw-Zeeland). Het is een monotypisch geslacht met als enige soort C. ochrogastra.
Meyrick noemde Chersadaula "een interessante ontwikkeling van Borkhausenia" ("An interesting development of Borkhausenia."). De wijfjes van C. ochrogastra zouden niet in staat zijn om te vliegen, wat volgens hem een aanpassing was aan de plaatselijke winderige kust zonder schuilplaatsen; de bijnaam van Wellington is dan ook Windy Wellington.